# Tagatoza
Tagatoza je heksozni monosaharid. Ona se koristi kao zaslađivač. Ona se često nalazi u mlečnim proizvodima, i ima veoma sličnu teksturu sa saharozom. Ona ima 92% slatkoće, i sam o 38% kalorijske vrednosti.
Pošto se različito metabolizuje od saharoze, tagatoza ima minimalni uticaj na glukozu u krvi i nivoe insulina. Tagatoza je takođe odobrena kao sastojak dobar za zube.

## Literatura
- Robyt, John F. (1997). Essentials of Carbohydrate Chemistry (1. изд.). Springer. ISBN 978-0-387-94951-2.
- Lindhorst, Thisbe K. (2007). Essentials of Carbohydrate Chemistry and Biochemistry (1. изд.). Wiley-VCH. ISBN 978-3-527-31528-4.

## Spoljašnje veze
- preporuke Архивирано на веб-сајту  (16. мај 2008)
- Kalorijska kontrola